# Speia, Anenii Noi
Speia este un sat din raionul Anenii Noi, Republica Moldova. A fost atestat documentar pentru prima oară în 1636 cu numele Chivărul.
Satul are o suprafață de aproximativ 2,61 km², cu un perimetru de 7,66 km. Comuna Speia are o suprafață totală de 24,14 km², fiind cuprinsă într-un perimetru de 25,36 km. Speia este unicul sat din comuna cu același nume.

## Populație
Structură etnică
     moldoveni (94,43%)
     ucraineni (2,01%)
     ruși (1,52%)
     găgăuzi (0,88%)
     bulgari (0,56%)
     români (0,39%)
     alte etnii / nedeclarată (0,21%)

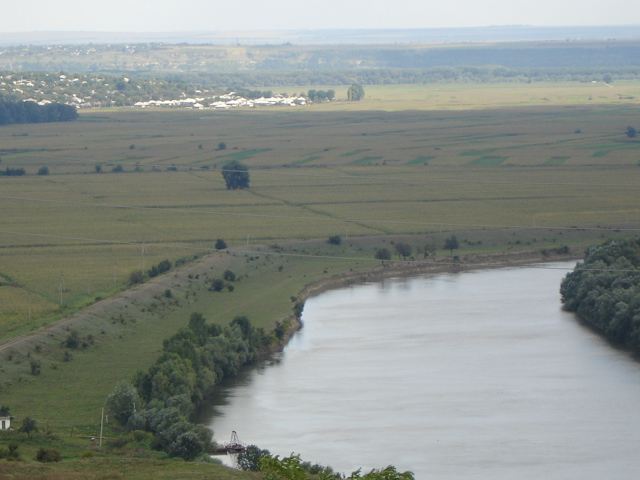
Râul Nistru lângă Speia

În anul 1997, populația satului Speia a fost estimată la 3.303 de cetățeni. Conform datelor recensământului din anul 2004, populația satului constituie 2837 de oameni, 1.393 (49.10%) fiind bărbați iar 1.444 (50.90%) femei. Structura etnică a populației în cadrul satului arată astfel:
- moldoveni — 2679;
- ucraineni — 57;
- ruși — 43;
- găgăuzi — 25;
- bulgari — 16;
- români — 11;
- altele / nedeclarată — 6.

În satul Speia au fost înregistrate 895 de gospodării casnice la recensământul din anul 2004. Membrii acestor gospodării alcătuiau 2837 de persoane, iar mărimea medie a unei gospodării era de 3,2 persoane. Gospodăriile casnice erau distribuite, în dependență de numărul de persoane ce le alcătuiesc, în felul următor:
- 16.54% — 1 persoană
- 16.76% — 2 persoane
- 22.23% — 3 persoane
- 29.39% — 4 persoane
- 10.17% — 5 persoane
- 4.92% — 6 și mai multe persoane.

## Administrație și politică
Componența Consiliului local Speia (13 consilieri), ales la 5 noiembrie 2023, este următoarea:
|  | Partid                                       | Consilieri | Componență | Componență | Componență | Componență |
|  | -------------------------------------------- | ---------- | ---------- | ---------- | ---------- | ---------- |
|  | Platforma Demnitate și Adevăr                | 4          |            |            |            |            |
|  | Partidul Acțiune și Solidaritate             | 4          |            |            |            |            |
|  | Mișcarea „Respect Moldova”                   | 2          |            |            |            |            |
|  | Candidat independent ALA POPESCU             | 1          |            |            |            |            |
|  | Partidul Socialiștilor din Republica Moldova | 1          |            |            |            |            |
|  | Partidul Nostru                              | 1          |            |            |            |            |